# Banco do México
O Banco do México (em espanhol: Banco de México; BdeM ou Banxico) é o banco central do México. O Banco nacional, como também é conhecido, foi estabelecido em 25 de agosto de 1925, iniciando suas operações em 1 de setembro do mesmo ano. Tal como outros bancos centrais, sua missão principal é buscar a estabilidade financeira no país. Não está vinculado à Secretaria da Fazenda e Crédito Público, pois é uma instituição autônoma.